# Psalm 2

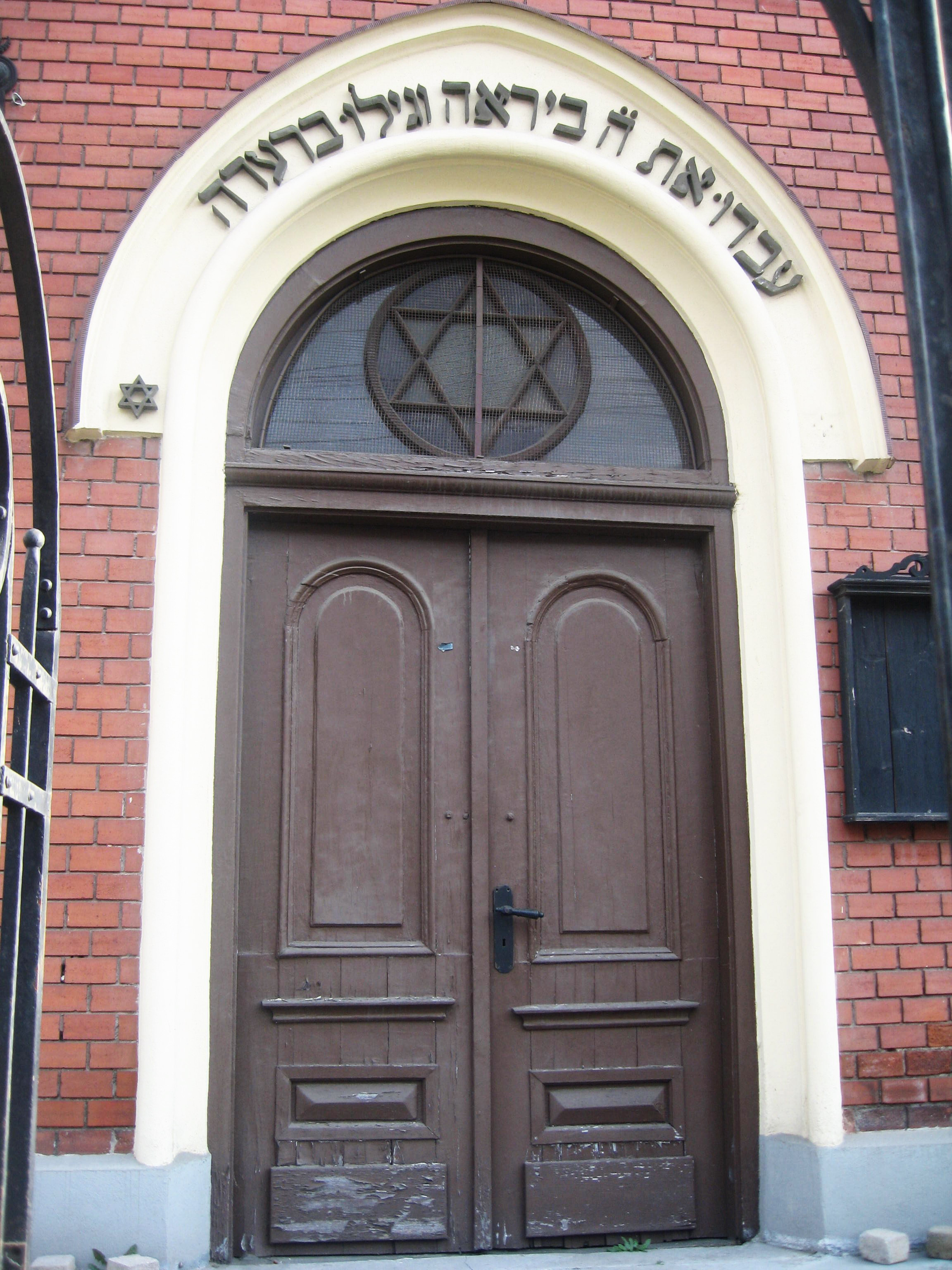
Psalm 2,11 über dem Eingang der Synagoge in Sibiu

Psalm 2 bildet zusammen mit Psalm 1 den Rahmen des Buches der Psalmen. Abfassungszeit und Autorschaft sind unklar. Während z. B. die Apostelgeschichte 4,24–26  darin einen Davidspsalm sieht, vertritt Graetz die Auffassung, der Autor sei der König Hiskija.

## Der Text von Psalm 2
| Vers | Biblia Hebraica                                              | Einheitsübersetzung | Lutherbibel |
| ---- | ------------------------------------------------------------ | --- | --- |
| 1    | למה רגשׁו גוים ולאמים יהגו־ריק׃                               | Warum toben die Völker, warum machen die Nationen vergebliche Pläne?                                                                     | Warum toben die Heiden, und die Völker reden so vergeblich?                                                                               |
| 2    | יתיצבו מלכי־ארץ ורוזנים נוסדו־יחד על־יהוה ועל־משׁיחו׃         | Die Könige der Erde lehnen sich auf, und die Herren ratschlagen miteinander wider den HERRN und seinen Gesalbten                         | Die Könige der Erde stehen auf, die Großen haben sich verbündet gegen den Herrn und seinen Gesalbten.                                     |
| 3    | ננתקה את־מוסרותימו ונשׁליכה ממנו עבתימו׃                      | „Lasst uns ihre Fesseln zerreißen und von uns werfen ihre Stricke!“                                                                      | „Lasset uns zerreißen ihre Bande und von uns werfen ihre Seile!“                                                                          |
| 4    | יושׁב בשׁמים ישׂחק אדני ילעג־למו׃                               | Doch er, der im Himmel thront, lacht, der Herr verspottet sie.                                                                           | Aber der im Himmel wohnt, lacht ihrer, und der HERR spottet ihrer.                                                                        |
| 5    | אז ידבר אלימו באפו ובחרונו יבהלמו׃                           | Dann aber spricht er zu ihnen im Zorn, in seinem Grimm wird er sie erschrecken:                                                          | Er wird einst mit ihnen reden in seinem Zorn, und mit seinem Grimm wird er sie schrecken.                                                 |
| 6    | ואני נסכתי מלכי על־ציון הר־קדשׁי׃                             | Ich selber habe meinen König eingesetzt auf Zion, meinem heiligen Berg.                                                                  | „Aber ich habe meinen König eingesetzt auf meinem heiligen Berg Zion.“                                                                    |
| 7    | אספרה אל חק יהוה אמר אלי בני אתה אני היום ילדתיך׃            | Den Beschluss des Herrn will ich kundtun. Er sprach zu mir: „Mein Sohn bist du. Heute habe ich dich gezeugt.“                            | Ich will von der Weisheit predigen, daß der HERR zu mir gesagt hat: „Du bist mein Sohn, heute habe ich dich gezeuget:                     |
| 8    | שׁאל ממני ואתנה גוים נחלתך ואחזתך אפסי־ארץ                    | Fordre von mir und ich gebe dir die Völker zum Erbe, die Enden der Erde zum Eigentum.                                                    | heische von mir, so will ich dir Heiden zum Erbe geben und der Welt Enden zum Eigentum.                                                   |
| 9    | תרעם בשׁבט ברזל ככלי יוצר תנפצם׃                              | Du wirst sie zerschlagen mit eiserner Keule, wie Krüge aus Ton wirst du sie zertrümmern.“                                                | „Du sollst sie mit einem eisernen Zepter zerschlagen; wie Töpfe sollst du sie zerschmeißen.“                                              |
| 10   | ועתה מלכים השׂכילו הוסרו שׁפטי ארץ׃                            | Nun denn, ihr Könige, kommt zur Einsicht, lasst euch warnen, ihr Gebieter der Erde!                                                      | So lasset euch nun weisen, ihr Könige, und lasset euch züchtigen, ihr Richter auf Erden!                                                  |
| 11   | עבדו את־יהוה ביראה וגילו ברעדה׃                              | Dient dem Herrn in Furcht und küsst ihm mit Beben die Füße,                                                                              | Dient dem HERRN mit Furcht und freut euch mit Zittern!                                                                                    |
| 12   | נשׁקו־בר פן־יאנף ותאבדו דרך כי־יבער כמעט אפו אשׁרי כל־חוסי בו׃ | damit er nicht zürnt und euer Weg nicht in den Abgrund führt. Denn wenig nur und sein Zorn ist entbrannt. Wohl allen, die ihm vertrauen! | Küßt den Sohn, daß er nicht zürne und ihr umkommt auf dem Wege; denn sein Zorn wird bald entbrennen. Aber wohl allen, die auf ihn trauen! |

## Struktur
- Verse 1–3 Aufbegehren der fremdem Völker
- Verse 4–6 Reaktion JHWHs
- Verse 7–9 Berufung des Königs
- Verse 10–12a Ultimatum an rebellische Könige
- Vers 12b Seligpreisung

## Inhalt und Interpretation
Die Frage nach der Gattung des Psalms und nach der Situation der Entstehung ist zentral für das Verständnis des Psalms. Hermann Gunkel glaubt, dass es sich bei dem Psalm „um die Feier der Thronbesteigung handeln [muss] wie bei so manchen andern dieser Gesänge“. Es handele sich also, so Gunkel, um „ein Lied des judäischen Königs selber am Feste seiner Thronbesteigung“. Auch Hans-Joachim Kraus stimmt dieser Einschätzung zu, wenn auch mit leichten Einschränkungen. Der Sitz im Leben ist damit gefunden, auch wenn es unmöglich ist eine genaue Zeit der Entstehung fest zu machen.
Der Sprecher des Psalms ist der auf dem Zion thronende König, der über sein nie zu Ende gehendes Reich berichtet, das, von JHWH gestiftet, über allen anderen Reichen stehen wird. Das Chaos, das am Anfang des Psalms beschrieben wird (Verse 1–3), wird durch den von Gott eingesetzten König gebändigt und die Weltordnung wird wiederhergestellt. Geprägt von der ägyptischen und hellenistischen Königsideologie wird der König als Sohn Gottes identifiziert (Vers 7), der „mit eisernem Zepter“ (Vers 9) über alle Nationen regieren wird. Der Beschluss (Vers 7) „ist ein Begriff des sakralen Königsrechtes. Er bezeichnet die Legitimationsurkunde, das Königsprotokoll, das bei der Inthronisation niedergeschrieben worden ist und forthin den rechtmäßigen Herrscher ausweist.“ Er bedeutet nicht, dass JHWH als der Erzeuger des Königs zu gelten hat, sondern dass der König von Gott adoptiert wurde. „Das JHWH-Wort des Psalms bedeutet, daß der Gott den König zum Sohne angenommen hat.“
Es sollte nicht übersehen werden, dass dieser Psalm, der eine israelitische Weltherrschaft proklamiert, auch zu der Zeit als Israel in Gefangenschaft und alles andere als Weltherrscher war Teil des Kanons blieb. Der Psalm lässt sich nicht nur als megalomanische Propagandaliteratur lesen, sondern auch als Sehnsucht nach einem noch verborgenen Reich, das von Gott angekündigt wurde, aber noch seiner Vollendung harrt. Das Chaos der Völker wartet, gebändigt zu werden, um die im Schoß der Schöpfung liegende Weltordnung verwirklichen zu lassen. Das Ziel der Botschaft des 2. Psalms könnte man zusammenfassen in der Erklärung

„das Aufbegehren der Völker und Könige gegen die universale Herrschaft Gottes und seines Gesalbten ist ein sinnloses Unterfangen – nur mit Verwunderung wird diese Rebellion zur Kenntnis genommen; und sogleich wird angesichts der weltüberlegenen Macht Gottes und der gültigen Ermächtigung seines Königs mit einem Ultimatum zur Besinnung gerufen.“

Aus neutestamentlicher Sicht wird Psalm 2 als Prophetie (Apg 13,33  und Heb 1,5 ) auf Jesus Christus interpretiert. Mit Zuwendung zu Jesus Christus kann man dem Zorn Gottes entkommen (Vers 12). Das in Vers 12 genannte Küssen beschreibt aus orientalischer Sicht die symbolische Unterwerfung (Proskynese) und bis in die Neuzeit hinein eine symbolisch juristische Bedeutung (Fußkuss) oder ist zumindest eine Art der Ehrerbietung (Handkuss).

## Vertonungen
- Heinrich Schütz: Warum toben die Heiden. Psalm 2, SWV 23.
- Felix Mendelssohn Bartholdy: Warum toben die Heiden. Psalm 2, Op. 78 nr. 1.
- Josef Gabriel Rheinberger: Warum toben die Heiden. Nr. 2 aus Fünf Motetten, Op. 40.